# Lindrothius
Lindrothius is een geslacht van kevers uit de familie van de loopkevers (Carabidae). De wetenschappelijke naam van het geslacht is voor het eerst geldig gepubliceerd in 1961 door Kurnakov.

## Soorten
Het geslacht Lindrothius omvat de volgende soorten:
- Lindrothius aeneocupreus Heinz, 1971
- Lindrothius aequistriatus Kurnakov, 1961
- Lindrothius caucasicus Chaudoir, 1846
- Lindrothius grandiceps Kurnakov, 1961
- Lindrothius horsti Reitter, 1888
- Lindrothius laticaudis Kurnakov, 1961
- Lindrothius mandibularis Kurnakov, 1961
- Lindrothius praestans Heyden, 1885
- Lindrothius pseudopraestans Kurnakov, 1961
- Lindrothius recticaudis Kurnakov, 1961
- Lindrothius robustus Kurnakov, 1961
- Lindrothius sotshiensis Zamotajlov, 1997
- Lindrothius stricticaudis Kurnakov, 1961
- Lindrothius subpraestans Kurnakov, 1961